# 上海银行大厦
上海银行大厦是一幢位于上海陆家嘴的写字楼，与交银金融大厦隔路相望，对面是陆家嘴中心绿地。其也是上海银行的总部所在。

## 历史
大楼建成于2005年，共46楼，由日本建築師丹下健三設計，是他在同年逝世前設計的最後一個項目。大厦由仲盛房地产开发，上海东湖物业管理有限公司进行物业管理。大厦曾作为碟中谍3拍摄场地之一。

## 入駐公司
- 上海銀行
  - 公司會議廳（46樓）
  - 總辦事處（35樓）
  - 行史陳列館（3樓）
- 國泰君安證券（29樓）
- 寰圖分租辦公室（20樓、24-25樓）
- 柯爾柏醫藥科技（1105室）[2]
- 家得宝（8樓）

## 交通
- 2号线陆家嘴站